# Alfred Würl
Alfred Würl (* 5. April 1925 in Marienbad, Tschechoslowakei; † 10. Oktober 2005 in Bad Leonfelden, Oberösterreich) war ein österreichischer Grafiker und Künstler.

## Leben und Wirken
Alfred Würl lebte und wirkte in Linz und Bad Leonfelden. Er war neben seiner künstlerischen Tätigkeit bis zu seiner Pensionierung Professor an der HTL für Grafik & Design in Linz Goethestraße.
Seine Werke waren bei zahlreichen Ausstellungen vertreten, z. B. Alfred Würl. Early works 1960-1990. in der Galerie Maerz in Linz.